# ناحیه جیمله
ناحیه جیمله (به عربی: دائرة جیملة) یک ناحیه در الجزایر است که در استان جیجل واقع شده‌است. ناحیه جیمله ۱۴۵٫۳۷ کیلومتر مربع مساحت و ۲۲٬۲۹۷ نفر جمعیت دارد.